# Nek
Filippo Neviani, ismertebb nevén Nek (Sassuolo, Modena, 1972. január 6. –) olasz énekes.

## Élete

### Gyerekkora
Filippót a zene már korán foglalkoztatta, négyévesen egy játékdobon sokat játszott, később már valódi dobfelszerelést kapott, kilencévesen nagynénje unszolására gitárórákra járt. Amikor felfedezte bátyja hanglemezgyűjteményét, akkor szinte az összes zenei stílus megtetszett neki. Valódi zenei karrierje 12 évesen kezdődött, amikor Gianluca Vaccarival duót alkotva – többnyire John Denver dalokat – énekeltek. Leginkább születésnapokon, iskolai évnyitókon, partikon és egyéb jeles alkalmakkor énekeltek.

### Karrierjének kezdete
1991-ben részt vett a castrocarói zenei fesztiválon, ahol második lett. 1992-ben adta ki első szólóalbumát, és 1993-ban részt vett a Sanremói Dalfesztiválon, ahol az In te (il figlio che non vuoi) (magyarul: „Benned (a fiad, akit nem akarsz)”) című dalát énekelte, a dal az abortuszról szól. Ekkor 3. helyezett lett a fiatalok versenyében. 1994-ben adta ki Calore umano című lemezét, amiről a címadó dalból és a Cuori in tempestà című dalból készült videóklip.

### Warner Music kiadónál való munkája (1996–1999)
Nekkel 1996-ban lemez szerződést kötött a Warner Music Italy és így megjelent negyedik albuma, a Lei, gli amici e tutto il resto. A lemezről a Laura non c’è dalával lett ismert 1996 vége felé, amelynek videóklipje 1997 februárjában jelent meg. A dallal szerepelt a Sanremói fesztiválon a felnőttek kategóriájában 1997-ben, ahol a 7. helyet érte el. Ebben az évben adta ki első spanyol nyelvű albumát, rajta a Laura no está (Laura non c’è) dalával. Az év folyamán megjelent a Sei grande dala, amely gyakorlatilag egész Nyugat-Európában sikeres lett.
1998 júniusában adta ki Európában , Latin-Amerikában és Japánban az In due lemezét, az albumból heteken belül 400 ezer példányt vettek Olaszországban, Ausztriában, Svájcban és Argentínában aranylemez lett. 1999-ben turnéra indult ami Európa és Dél-Amerika országait érintette.

### La vita é, Le cose da difendere és The Best of Nek - L'anno zero (2000-2004)
2000. június 2-án jelent meg hatodik albuma La vita è címmel. A legismertebb dalok az albumról: Ci sei tu, La vita è és a Sul treno. Ismét turnéra indult, ami kivételesen egy Kelet-Európai országot Oroszországot is érintett, a La vita è remix változata miatt lett ott ismert. 2002-ben kiadta hetedik lemezét Le cose de difendere címmel. 2003-ban megjelent első greatest hits albuma, The best of Nek - L'anno zero címmel, amiről a címadó dal és az Almeno stavolta (Legalább ez alkalommal) lett ismert.

### Una parte di me és Nella stanza 26 (2005–2007)
2005-ben adta ki Una parte di me című albumát, erről a Lascia che io sia című dala hetekig vezette az olasz slágerlistákat, Puerto Ricóban is első volt. Részt vett a Live 8 római koncertjén, a Circus Maximuson.

### 2008-
2006.november 17-én jelent meg, a Nella stanza 26 (a 26-os szobában) albuma, amiről az Instabile című dalt másolták ki elsőként kislemezre, majd ezt követte 2007-ben a Notte di Febbraio, és a címadó dal, a Nella stanza 26.
Zenéjére Sting , a U2 és a Doors hatott, a poposabb rockot szereti. Több dalából is készített remixet az Eiffel 65: Laura non c’è-ből és a La vita è-ből. Legújabb albuma 2009. január 30-án jelent meg Un’altra direzione címmel, az albumról elsőként a La Voglia che non vorrei (A vágy, amit nem szeretnék) című dalból készült kislemez.

## Albumok
- Nek (olasz, 1992)
- In te (olasz, 1993)
- Calore umano (olasz, 1994)
- Lei, gli amici e tutto il resto (olasz) / Nek (spanyol) – 1997
- In due (olasz) / Entre tú y yo (spanyol) – 1998
- La vita è (olasz) / La vida es (spanyol) – 2000
- Le cose da difendere (olasz) / Las cosas que defender (spanyol) – 2002
- The Best of Nek - L’anno zero. (olasz) / El año cero. Lo mejor de Nek (spanyol) – 2003
- Una parte di me (olasz) / Una parte de mí (spanyol) – 2005
- Esencial (spanyol) – 2006
- Nella stanza 26  (olasz) – 2006
- El cuarto 26 (spanyol) – 2007
- Un’altra direzione (olasz) - 2009
- Nuevas direcciones (spanyol) - 2009
- E da qui - Greatest Hits 1992-2010 (olasz nyelvű válogatáslemez) - 2010
- Filippo Neviani (olasz) - 2013
- Filippo Neviani (spanyol) - 2014
- Prima di parlare (olasz) - 2015
- Antes de que hables (spanyol) - 2015
- Unici (olasz) - 2016

## Kislemezek
- In te (1993)
- Angeli nel ghetto
- Cuori in tempesta
- Calore umano
- Dimmi cos’è
- Tu sei, tu sai
- Laura non c’è (olasz változat) (1996) / Laura no está (spanyol változat)
- Sto con te
- Se una regola c’è
- Ci sei tu (1998)
- Sul treno (1998)
- La vita è (olasz változat) / La vida es (spanyol változat) (2000)
- Sei solo tu (olasz változat) / Tan solo tú (spanyol változat) feat Laura Pausini (2002)
- Parliamo al singolare (2002) (olasz változat) / Hablemos en pasado (spanyol változat)
- Cielo e terra (olasz változat) / Cielo y tierra (spanyol változat) (2002)
- Almeno stavolta (olasz változat) / Al menos ahora (2003)
- L’anno zero / El año cero (2004)
- Contromano / A contramano (2005)
- Lascia che io sia / Para ti sería (2005)
- L’inquietudine / La inquietud (2006)
- Instabile (2006)
- Notte di Febbraio (2007)
- Nella stanza 26 (2007)
- La voglia che non vorrei / Deseo que ya no puede ser (2009)
- Se non ami (2009)
- Semplici emozioni (2009)
- E da qui (2010)
- Vulnerabile (2011)
- È con te (2011)
- Eclissi del cuore (duett L'Auraval) (2011)
- Congiunzione astrale (2013)
- La metà di niente (2013)
- Hey Dio (2014)
- Fatti avanti amore (2015)
- Se telefonando (2015)
- Io ricomincerei (2015)
- Uno di questi giorni (2016)
- Unici (2016)